# Stensele landskommun
Stensele landskommun var en tidigare kommun i Västerbottens län. Kommunkod 1952-1970 var 2421.

## Administrativ historik
När 1862 års kommunreform genomfördes i Lappland 1874/1875 bildades Stensele landskommun i Stensele socken.
Den 1 maj 1903 bröts den västra delen av kommunen ut för att bilda Tärna landskommun.
Den 18 december 1936 inrättades Storumans municipalsamhälle i kommunen. Inte långt efter detta, den 30 april 1937, inrättades sedan ett andra municipalsamhälle i kommunen, Stensele municipalsamhälle.
Kommunreformen 1952 påverkade inte indelningarna i området, då varken Västerbottens eller Norrbottens län berördes av reformen. Den 31 december 1963 upplöstes Storumans municipalsamhälle och ett år senare Stensele municipalsamhälle.
Den 1 januari 1971 återförenades kommunen med Tärna, då de båda dåvarande landskommunerna tillsammans kom att bilda den nya kommunen Storuman.

### Kyrklig tillhörighet
I kyrkligt hänseende tillhörde kommunen Stensele församling.

## Kommunvapnet
Blasonering: Sköld genom tandskuror tre gånger kluven av rött och silver.
Detta vapen fastställdes av Kungl. Maj:t den 20 september 1951. Se artikeln om Storumans kommunvapen för mer information.

## Geografi
Stensele landskommun omfattade den 1 januari 1952 en areal av 4 454,70 km², varav 4 009,70 km² land.

### Tätorter i kommunen 1960
| Tätort   | Folkmängd |
| -------- | --------- |
| Storuman | 2 112     |
| Stensele | 802a      |
| Gunnarn  | 315       |
| Barsele  | 239       |
| Skarvsjö | 229b      |
| Pauträsk | 216       |

Tätortsgraden i kommunen var den 1 november 1960 47,0 procent.

## Politik

### Mandatfördelning i Stensele landskommun 1938-1966
|  | 8 |  | 12 | 3 |

| 25 |

|  | 8 | 12 | 3 |  |

| 25 |

| 2 | 10 | 2 | 10 |  |

| 24 |

|  | 12 | 11 |  |

| 24 |

|  | 12 |  | 9 | 2 |

| 24 |

|  | 16 |  | 8 | 5 |

| 28 |

|  | 15 | 2 | 10 | 3 |

| 27 |

| 13 | 5 | 6 | 4 | 3 |

| 29 |

### Mandatfördelning i Stensele municipalsamhälle 1962
| 13 | 7 |

| 19 |

### Mandatfördelning i Storumans municipalsamhälle 1962
| 1 | 10 | 4 |

| 12 | 3 |